# Julia Biedermann
Pour les articles homonymes, voir Biedermann.
Julia Biedermann (née le 15 mars 1967 à Berlin) est une actrice allemande.

## Biographie
Elle est issue de l'académie de danse de Berlin où elle apprend la danse et le ballet, ainsi que la musique et le chant. À quatre ans, elle participe à Sesamstraße.
En 1976, elle fait ses débuts au Schillertheater. Depuis, elle joue dans de nombreux téléfilms et séries. Elle se fait connaître du grand public avec la série Ich heirate eine Familie où elle joue la fille de Thekla Carola Wied (de), à côté de Peter Weck. Elle joue ensuite dans la série de RTL Television Ein Schloß am Wörthersee avec Roy Black. Depuis 2007, elle interprète Silvia Rautenberg dans la série radiophonique ...und nebenbei Liebe et préfère se consacrer au théâtre.
En février 2008, elle pose pour l'édition allemande de Playboy. Puis elle apparaît dans l'édition allemande de I'm a Celebrity... Get Me Out of Here!.
En 2002, elle épouse l'avocat et directeur financier Matthias Steffens. Le couple a deux enfants et vit à Sunnyvale, en Californie.

## Filmographie
- 1977 : Mond! Mond! Mond! (Série TV)
- 1981 : Das Traumschiff (de) (Série TV)
- 1981 : The Formula
- 1981 : Les Années de plomb
- 1981–1982 : Manni, der Libero (de) (Série TV)
- 1982 : Un cas pour deux - Heures supplémentaires (Série TV)
- 1983–1986 : Ich heirate eine Familie (Série TV)
- 1983 : Mandara (de) (Série TV)
- 1987 : Großstadtrevier (de) (Série TV)
- 1987-1990 : Praxis Bülowbogen (de) (Série TV)
- 1988 : Ein Schweizer names Nötzli
- 1988 : Oh Gott, Herr Pfarrer (de) (Série TV)
- 1989 : Tatort - Kopflos
- 1990 : Projekt Aphrodite (Série TV)
- 1990–1993 : Ein Schloß am Wörthersee (Série TV)
- 1991–1992, 1995 : Der Landarzt (de) (Série TV)
- 1993 : Hochwürden erbt das Paradies
- 1994 : Mein Freund, der Lipizzaner (de)
- 1995 : Louise and the Jackpot
- 1995 : Marienhof (Fernsehserie) (de) (Série TV)
- 1996 : Blankenese (Série TV)
- 1999 : Charly la malice (de) (Série TV)
- 2000 : Ein lasterhaftes Pärchen (Téléfilm)
- 2001 : Hallo Robbie! (de) (Série TV)
- 2002 : Herzschlag (Série TV)
- 2004 : Da wo die Berge sind (Téléfilm)